# Paulo Nunes dos Santos
Paulo Nunes dos Santos (Portugal, 1977) é um fotojornalista português independente radicado em Dublin, na Irlanda, que cobre conflitos armados, crises humanitárias, instabilidades políticas e questões de índole social em todo o mundo.
É colaborador frequente de títulos jornalísticos como The New York Times ou Expresso, colaborando, ocasionalmente, com o Wall Street Journal, Financial Times, Al Jazeera, Le Monde ou Bloomberg, entre outros.
Depois de se formar, com mestrado, em Ciências da Comunicação, variante de Jornalismo, pela Universidade Autónoma de Lisboa, em 2002, começa a viajar extensivamente pelo Médio Oriente, Norte de África e região Subsaariana, Ásia, América do Sul, Cáucaso e Leste da Europa, tendo produzido reportagens e ensaios fotográficos sobre a condição humana durante conflitos e em ambientes pós-guerra.
As fotografias de Nunes dos Santos têm sido expostas internacionalmente em mostras individuais e coletivas. O autor português recebeu vários prémios de jornalismo e fotografia.
Foi curador da Sintra Press Photo, exposição anual de trabalhos fotojornalísticos no MU.SA - Museu de Arte de Sintra, em Portugal.
Atualmente trabalha em vários projetos relacionados com a identidade nacional e a complexa dinâmica política e social da Irlanda, país onde decidiu viver em 2002.